# Cuvergnon
Cuvergnon is een gemeente in het Franse departement Oise (regio Hauts-de-France) en telt 314 inwoners (2004). De plaats maakt deel uit van het arrondissement Senlis.

## Geografie
De oppervlakte van Cuvergnon bedraagt 7,3 km², de bevolkingsdichtheid is 43,0 inwoners per km².
De onderstaande kaart toont de ligging van Cuvergnon met de belangrijkste infrastructuur en aangrenzende gemeenten.

## Demografie
Onderstaande figuur toont het verloop van het inwonertal (bron: INSEE-tellingen).

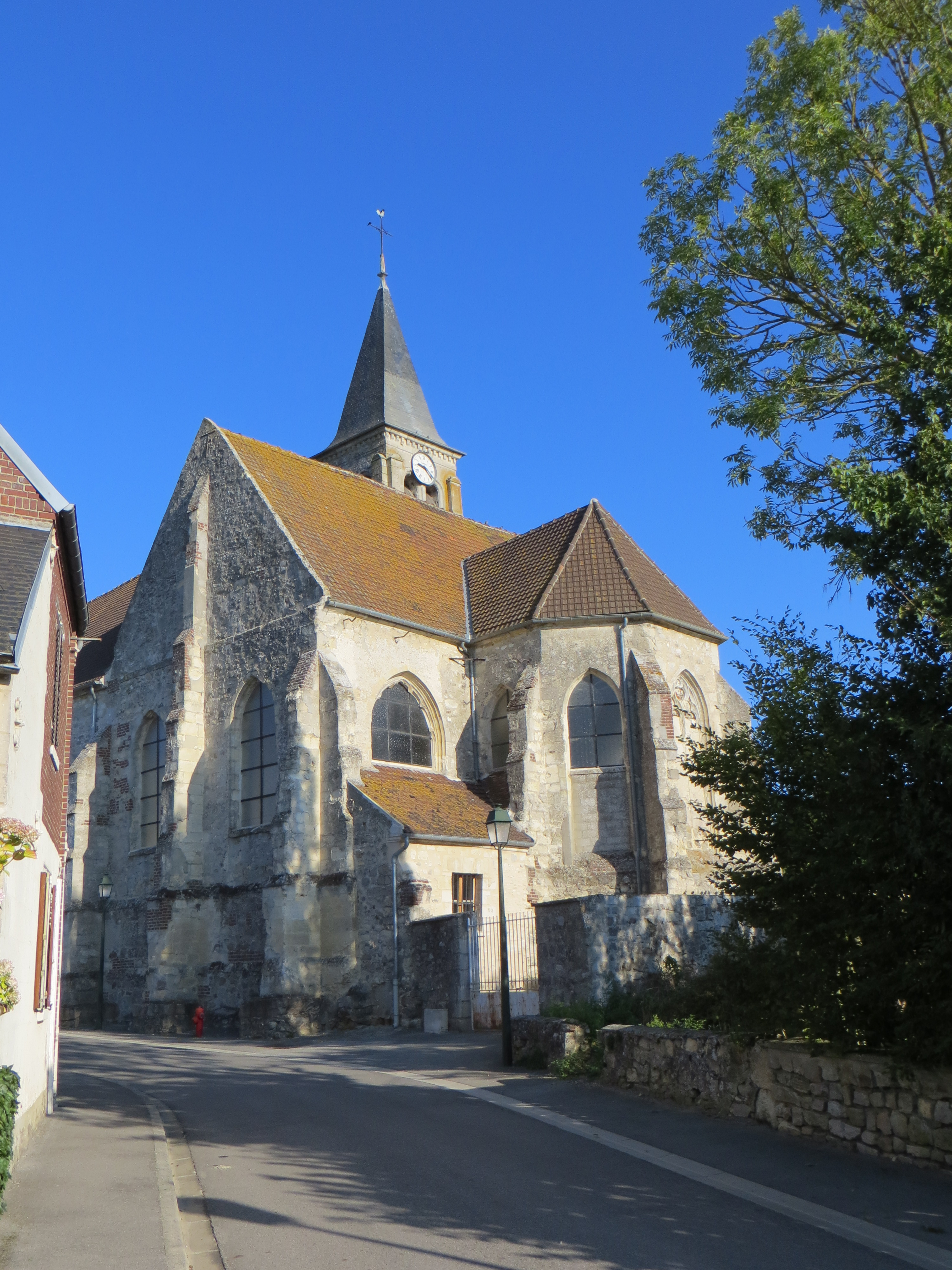
Kerk van Cuvergnon